# Сырья (Татарстан)
 Сырья  — деревня в Балтасинском районе Татарстана. Входит в состав Ципьинского сельского поселения.

## География
Находится в северо-западной части Татарстана на расстоянии приблизительно 22 км на север по прямой от районного центра поселка Балтаси.

## История
Основана в XVII веке.

## Население
Постоянных жителей было: в 1746 году — 103, в 1763 — 80, в 1811 — 75 душ мужского пола, в 1859—132, в 1884—238, в 1897—291, в 1905—324, в 1920—394, в 1926—384, в 1938—465, в 1949—362, в 1958—291, в 1970—274, в 1979—269, в 1989—243, в 2002 году 275 (удмурты 100 %), в 2010 году 266.